# Antena log periódica

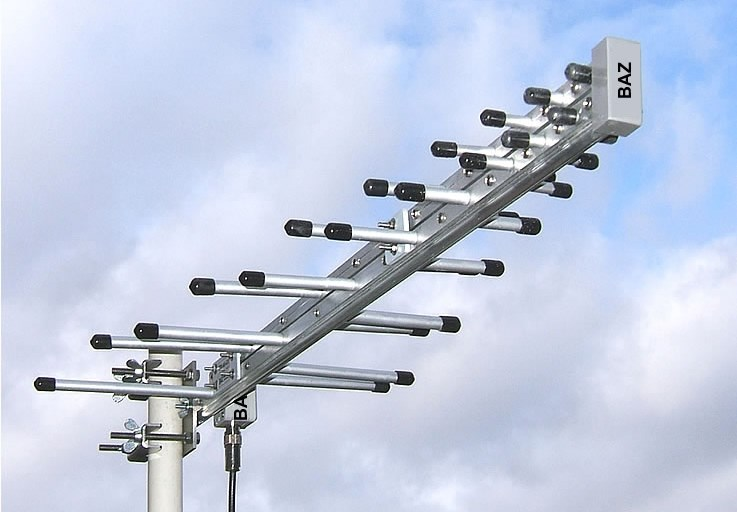
Antena log periódica, 400–4000 MHz

Una antena log periódica (LP), también conocida como arreglo logarítmico periódico o antena logarítmica, es una antena direccional de múltiples elementos diseñada para operar en una amplia banda de frecuencias. Fue inventada por John Dunlavy en 1952.
La forma más común de antena log periódica es el arreglo de dipolos logarítmicos o LPDA. El LPDA consiste en varios elementos de dipolo de media onda de longitud gradualmente creciente, cada uno compuesto por un par de varillas metálicas. Los dipolos se montan próximos entre sí en una línea, conectados en paralelo a la línea de alimentación con fase alternante. Eléctricamente, simula una serie de antenas Yagi-Uda de dos o tres elementos conectadas, cada una sintonizada a una frecuencia diferente.
Las antenas LPDA se asemejan a las antenas Yagi, ya que ambas consisten en elementos de varillas dipolares montados en una línea a lo largo de un soporte, pero funcionan de manera muy diferente. Añadir elementos a una Yagi aumenta su direccionalidad o ganancia, mientras que añadir elementos a una LPDA aumenta su respuesta en frecuencia o ancho de banda.
Una aplicación importante de las LPDA es en antenas terrestres de televisión para tejados, ya que pueden requerir un gran ancho de banda para cubrir varias frecuencias en las bandas de VHF y/o UHF. Un diseño ampliamente utilizado para la recepción de televisión combinaba una Yagi para la recepción de UHF delante de una LPDA más grande para VHF.

## Concepto básico
La LPDA normalmente consiste en una serie de elementos de dipolo de media onda, cada uno compuesto por un par de varillas metálicas, posicionados a lo largo de un soporte que se encuentra en el eje de la antena. Los elementos están espaciados en intervalos que siguen una función logarítmica de la frecuencia, conocida como d o sigma. La longitud de los elementos sucesivos y el espaciado entre ellos disminuyen gradualmente a lo largo del soporte. La relación entre las longitudes es una función conocida como tau. Sigma y tau son los elementos clave del diseño de la LPDA. El patrón de radiación de la antena es unidireccional, con el lóbulo principal a lo largo del eje del soporte, en el extremo con los elementos más cortos. Cada elemento de dipolo es resonante en una longitud de onda aproximadamente igual al doble de su longitud. El ancho de banda de la antena, el rango de frecuencia en el que tiene una ganancia cercana al máximo, está aproximadamente entre las frecuencias de resonancia de los elementos más largo y más corto.
Cada elemento en la antena LPDA es un elemento excitado, es decir, conectado eléctricamente a la línea de alimentación. Una línea de transmisión de alambre paralelo suele recorrer el soporte central, y cada elemento sucesivo se conecta en fase opuesta a ella. A menudo se puede ver la línea de alimentación zigzagueando a través del soporte que sostiene los elementos. Otra construcción común utiliza dos soportes centrales paralelos que también funcionan como línea de transmisión, montando los dipolos en soportes alternos. Otras formas de diseño logarítmico periódico reemplazan los dipolos con la línea de transmisión misma, formando la antena en zig-zag logarítmica periódica. También existen muchas otras formas que utilizan el cable de transmisión como elemento activo.
La Yagi y los diseños LPDA se ven muy similares a primera vista, ya que ambas consisten en varios elementos dipolares montados a lo largo de un soporte. Sin embargo, la Yagi tiene solo un elemento excitado conectado a la línea de transmisión, generalmente el segundo desde la parte trasera del arreglo, y los elementos restantes son parásitos. La antena Yagi se diferencia de la LPDA por tener un ancho de banda muy estrecho.
En términos generales, a cualquier frecuencia dada, el diseño logarítmico periódico opera de manera similar a una antena Yagi de tres elementos; el elemento de dipolo más cercano a la resonancia en la frecuencia de operación actúa como elemento excitado, con los dos elementos adyacentes a cada lado como director y reflector para aumentar la ganancia, el elemento más corto al frente actuando como director y el elemento más largo detrás como reflector. Sin embargo, el sistema es algo más complejo, y todos los elementos contribuyen en cierta medida, por lo que la ganancia para cualquier frecuencia dada es mayor que la de una Yagi de las mismas dimensiones que cualquier sección de la log periódica. Sin embargo, una Yagi con el mismo número de elementos que una log periódica tendría una ganancia mucho mayor, ya que todos esos elementos están mejorando la ganancia de un solo elemento excitado. En su uso como antena de televisión, era común combinar un diseño logarítmico periódico para VHF con una Yagi para UHF, con ambas mitades siendo aproximadamente del mismo tamaño. Esto resultaba en una ganancia mucho mayor para UHF, típicamente del orden de 10 a 14 dB en el lado de la Yagi y 6,5 dB para la log periódica. Pero esta ganancia adicional era necesaria para compensar varios problemas con las señales UHF.
La forma log periódica, según la definición de la IEEE, no se alinea con la propiedad de banda ancha para antenas. La propiedad de banda ancha de las antenas log periódicas proviene de su autosimilitud. Una antena log periódica planar también puede hacerse autocomplementaria, como las antenas espirales logarítmicas (que no se clasifican como log periódica per se, sino entre las antenas de frecuencia independiente que también son autosimilares) o el diseño dentado logarítmico periódico. Y. Mushiake encontró, para lo que llamó «la antena planar autocomplementaria más simple», una impedancia de punto de excitación de η0/2=188,4 Ω en frecuencias bien dentro de sus límites de ancho de banda.

## Historia
John Dunlavy inventó la antena log periódica en 1952 mientras trabajaba para la Fuerza Aérea de los Estados Unidos, pero no se le acreditó debido a su clasificación de «Secreto». La Universidad de Illinois en Urbana-Champaign había patentado las antenas Isbell y Mayes–Carrel y licenciado el diseño exclusivamente a JFD Electronics en Nueva York. Channel Master y Blonder Tongue Labs ignoraron las patentes y produjeron una amplia gama de antenas basadas en ese diseño. Las demandas relacionadas con la patente de la antena, que la Fundación U.I. perdió, evolucionaron hacia la Doctrina Blonder-Tongue de 1971. Este precedente rige los litigios de patentes.

## Antenas de radiodifusión de onda corta
La antena log periódica se utiliza comúnmente como antena de transmisión en estaciones de radiodifusión internacional de onda corta de 
alta potencia porque su amplio ancho de banda permite que una sola antena transmita en frecuencias en múltiples bandas de onda corta. Se ha utilizado el diseño en zig-zag logarítmico periódico con hasta 16 secciones. Estas grandes antenas suelen diseñarse para cubrir de 6 a 26 MHz, pero se han construido aún más grandes que operan hasta 2 MHz. Las potencias nominales están disponibles hasta 500 kW. En lugar de que los elementos se conecten en paralelo a una línea de transmisión central, los elementos se conectan en serie, con los elementos adyacentes conectados en los bordes exteriores. La antena que se muestra aquí tendría aproximadamente 14 dBi de ganancia. Un arreglo de antenas que consta de dos antenas de este tipo, una encima de la otra y alimentadas en fase, tiene una ganancia de hasta 17 dBi. Al ser log periódica, las características principales de la antena (patrón de radiación, ganancia, impedancia de punto de excitación) son casi constantes en todo su rango de frecuencia, con una correspondencia a una línea de alimentación de 300 Ω que logra una relación de onda estacionaria mejor que 2:1 en ese rango.